# Contea di Jianchuan
La contea di Jianchuan (剑川县S, Jiànchuān XiànP) è una contea della Cina, situata nella provincia di Yunnan e amministrata dalla prefettura autonoma bai di Dali.